# Mizi Griebl
Mizi Griebl, parfois créditée Mizzi Griebl (née Maria Griebl le 27 février 1872 à Baden bei Wien; morte le 8 juin 1952 à Vienne) est une actrice et une chanteuse autrichienne.

## Filmographie partielle
- 1922 : Oh, du lieber Augustin, de Hans Karl Breslauer
- 1924 : Die Stadt ohne Juden, de Hans Karl Breslauer
- 1925 : Vagabonds à Vienne (Vagabonder i Wien), de Hans Otto Löwenstein
- 1936 : Der Weg des Herzens, de Willy Schmidt-Gentner